# Người bản địa Úc
Dân tộc thiểu số châu Úc hay người bản địa Úc được xác định một cách hợp pháp là những thành viên "của các chủng tộc thổ dân của nước Úc" tại lục địa Australia hoặc đảo Tasmania.
Thổ dân úc thuộc chủng người da nâu. Ngày nay hầu hết họ sống ở phía đông nam nước Úc, tập trung dọc theo sông murray. Kể từ 1995 cờ thổ dân úc và cờ bản địa eo biển Torres được chính phủ Úc xem là hợp pháp.